# Gottfried Weber
Gottfried Weber (Breslavia, 31 gennaio 1899 – Villach, 16 agosto 1958) è stato un generale tedesco della Wehrmacht durante la seconda guerra mondiale.

## Biografia
Nato a Breslavia, Gottfried Weber entrò nell'esercito imperiale tedesco nel 1917 come cadetto. Venne promosso tenente nel 1918 e venne dimesso dallo stato attivo il 1º aprile 1920 senza aver preso parte attivamente ai combattimenti del primo conflitto mondiale.
Nel 1934, Weber venne promosso capitano nella Wehrmacht e divenne più tardi comandante dell'8ª compagnia del 23º reggimento di fanteria.
Con lo scoppio della seconda guerra mondiale, Weber divenne comandante del 1º battaglione del 162º reggimento di fanteria. Weber prese parte all'invasione della Polonia col suo reggimento e venne trasferito sul fronte occidentale a partire dal giugno del 1941, combattendo poi in Russia per la conquista dell'isola baltica di Saaremaa. Il 1º aprile 1942, venne promosso al rango di tenente colonnello, ottenendo poi il comando del 176º reggimento di fanteria e venendo ferito gravemente, venendo costretto a rinunciare al suo comando per essere ospedalizzato. Ripresosi, dal 1º marzo 1943 per tredici giorni comandò l'81ª divisione di fanteria. Nell'aprile del 1943, comandò la 61ª divisione di fanteria. Nel maggio del 1943, prese il comando della 93ª divisione di fanteria. Nel mese di giugno del 1943, riprese nuovamente il comando dell'81ª divisione di fanteria. Weber venne quindi promosso al rango di colonnello. Il 15 novembre 1943, ottenne il comando della 12ª divisione da campagna della Luftwaffe. Il 1º febbraio 1944, venne promosso al rango di maggiore generale. Nell'aprile del 1944, ricevette l'incarico di bloccare con la sua divisione un tentativo da parte dei russi di occupare la città di Pskov, distinguendosi ancora una volta sul campo. Il 1º agosto 1944, venne promosso al rango di tenente generale e prese il comando del XVI corpo d'armata dal 10 aprile 1945. Alla fine della guerra, divenne prigioniero dei russi e venne liberato solo nel 1955.
Nel 1956, riprese servizio attivo presso l'esercito tedesco, il Bundeswehr. Morì il 16 agosto 1958 in un incidente a Villach, in Austria.